# Pseudocolliniidae
Famille
Les Pseudocolliniidae sont une famille de Ciliés de la classe des Kinetofragminophora et de l’ordre des Apostomatida.

## Étymologie
Le nom de la famille vient du genre type Pseudocollinia, composé de pseudo, « faux », et collinia, par allusion au genre Collinia, en raison des similitudes présumées avec les ciliés apostomes du genre Collinia (famille des Colliniidae).
Le nom de l'espèce type, P. brintoni, fut donné « en mémoire et en l'honneur du professeur Edward Brinton (en) (1924−2010) du Scripps institution of oceanography de San Diego, États-Unis, qui était un expert exceptionnel de la taxonomie, de l'écologie, de la biologie des populations, de la zoogéographie et de l'évolution des Euphausiacées » (crustacés communément appelé krill).

## Description
Les membres de Pseudocollinia sont des ciliés parasites du krill (euphausiacés) infectant le sang avec un cycle de vie polymorphe, comprenant les stades trophont, tomont, protomite, tomite et phoront. Ils ont une cavité buccale en forme de cône dans le tiers antérieur du corps avec la paroi gauche de la cavité buccale couverte par un champ de cinétosomes ciliés et l'ouverture de la cavité buccale bordée par au moins deux cinéties buccales. 
Leur corps a une longueur de 28 à 35 µm sur 13 à 21 µm de largeur ; il a entre 14 et 18 cinéties somatiques (rangées de cils sur le corps) et deux cinéties orales.

## Répartition
Les Pseudocolliniidae sont largement répandus dans toutes les mers du globe.

## Liste des genres
Selon GBIF (27 avril 2023) :
- Fusiforma Chantangsi, Lynn, Rueckert, Prokopowicz, Panha & Leander, 2013
- Pseudocollinia (en) Gómez-Gutiérrez, Strüder-Kypke, Lynn, Shaw, Aguilar-Méndez, López-Cortés, Martínez-Gómez & Robinson, 2012
  - Espèce type : Pseudocollinia brintoni Gómez-Gutiérrez et al., 2012[1].

## Systématique
Le nom valide de ce taxon est Pseudocolliniidae Chantangsi et al., 2013,.

## Publication originale
- (en) Chitchai Chantangsi, Denis H. Lynn, Sonja Rueckert, Anna J. Prokopowicz, Somsak Panha et Brian S. Leander, « Fusiforma themisticola n. gen., n. sp., a new genus and species of apostome ciliate infecting the hyperiid amphipod Themisto libellula in the Canadian Beaufort Sea (Arctic Ocean), and establishment of the Pseudocolliniidae (Ciliophora, Apostomatia) », Protist, Elsevier, vol. 164, no 6,‎ 23 octobre 2013, p. 793-810 (ISSN 1434-4610 et 1618-0941, PMID 24161947, DOI 10.1016/J.PROTIS.2013.09.001, lire en ligne).